# Франци
Франци су германски народ који се састојао од неколико германских племена. Њихово име се први пут помиње у римским изворима из 3. века. Први су међу Германима који се стално настањују на подручју Римског царства. Крећући се из садашње средишње Немачке и јужне Холандије, населили су северну Галију, где су прихваћени од Римљана као федерати.
Ту успостављају државу Франачку, која покрива већину данашње Француске, Белгије и Холандије и западних подручја Немачке. Тиме су Франци створили историјско језгро и модерне Француске, Немачке, Холандије и Белгије. Прелаз франачког краља Хлодовеха на никејско, а не аријанско, хришћанство при крају 5. века представља један од кључних догађаја у историји Европе.
Франачка је под Меровинзима била изложена цепању и династичким борбама, јер су Франци делили и краљевство на све синове, као што су иначе делили приватно власништво. То је било једно краљевство са доста подкраљевстава.
Франачком су владале две династије краљева:
- Меровинзи
- Каролинзи

У почетку је постојала главна подела међу Францима:
- Салијски Франци, живели на доњој Рајни
- Рипуаријски Франци, живели на средњој Рајни

Та подела је имала свој значај до 9. века по томе што су постојали различити правни системи за сваку од група Франака.

## Порекло
Франци су племе које се у историји појавило знатно касније од осталих германских народа. Име и порекло Франака прилично су нејасни и обавијени читавим низом легенди. Сматра се да су Франци образовани од неколико различитих племена на обалама доње Рајне. Латински писац Сидоније Аполинар наглашава да "страствено воле рат, боре се до последње капи крви, у победи су окрутни", византијски историчар Агатија за Франке тврди да су "најцивилизованији и најнапреднији од свих варварских народа". Постепено насељавајући Галију и долазећи у додир са тамошњим становништвом, Франци су рано усвојили земљорадњу и лагано се упустили у новчану привреду.

### Најранији записи о Францима
Главни историјски извор о Францима је Гргур Турски у делу „Историја Франака“, где покрива период до 594., а износи цитате других старијих аутора. Поред Григорија Турског постоје и ранији римски извори, као Амијан Марцелин и Сидоније Аполинар.
Григорије Турски тврди да су Франци живели у Панонији, па су се преместили до обала Рајне. Други ранији извори напомињу да су се Франци преселили од ушћа Дунава до Рајне. Ту су Франци у XI веку п. н. е. узели име Франци по свом команданту Франку. Дотад су се звали Сикамбри и били су један огранак од Скита. Меровиншки краљеви су тврдили да потичу од Сикамбија, који су били скитско племе.
Новији историчари периода миграција сматрају да су се Франци појавили сједињавањем више мањих германских група, укључујући Сикамбре, Усипете, Танктере и Бруктере. Те групе су настањивале рајнско поречје и земље источно од Рајне. Друштвени развој је убрзан ратовима, које су Римљани водили са Маркоманима 166. и осталим конфликтима 2. и 3. века.
Око 250. једна група Франака је искористила слабост Римског царства па долази до Тарагоне у Хиспанији. Ту су око 10 година пљачкали цели регион, док их римске легије нису отерале са подручја Римског царства. Око 40 година касније Франци стављају Шелт регион под своју власт. Римљани су окупирали подручје и ту су оставили Франке да живе.

## Освајања и ширење Франачке државе
Франци су већ у 3. веку упадали у Галију и ратовали против Рима. Франци су у почетку били насељени у две велике скупине на Рајни и тада су добили статус римских федерата и шире се до реке Соме. По пропасти Западног римског царства почињу да заузимају земље до реке Лоаре, области које су заузимала племена Алмана источно од Рајне, почетком 6. века освајају Аквитанију, а потом својој држава припајају и Бургундију. Према Италији су се проширили захваљујући ратовима против Лангобарда. Лангобард повлачећи се угрожавао је папство, које је затражило помоћ од севера, од франачких владара. Из савеза папства и Франака рођена је средњовековна Европа. Франачка освајања су завршена око 560. године, а у 7. веку наступила је стагнација. Остаје чињеница да је један мали народ у само 3 генерације успео да постане господар земаља од Пиринеја до Дунава. Уз то, Франачка држава се показала као најтрајнија варварска држава на Западу. Један од најбољих франачких вођа Хилдериг, који је потицао из рода Меровинга, постао је савезник римског намесника.

## Култура
Као по правилу, Франци су сахрањивани без сандука, са главом оријентисаном према западу и увијени у свој огртач са кога су се у гробу сачувале само металне копче. Уз ратнике је сахрањивано и њихово мајсторски израђено метално оружје.

## Франачко царство

### Оснивање
Римски цар Јулијан Отпадник поново је током 355—358. смирио Франке у подручју Рајне. Рим је доделио Францима велики део Галијске Белгије.
Од тога тренутка Франци су постали федерати тј савезници Римског царства. Дозвољено им је насељавање на подручју царства уз одређене обавезе према царству. Подручје где су се најпре населили одговара данашњој Фландрији и Холандији јужно од Рајне. Холандски језик који ту данас постоји је директан наследник франачког језика.
Од тога подручја Франци су се почели ширити и на крају су заузимали већину Галије северно од Лоаре и источно од Визиготске Аквитаније.
Франци су у почетку бранили границе Римског царства као савезници. Тако су се током велике инвазије источногерманских племена 406. борили против нападача. Главни инвазиони варварски напад је прошао ипак испод долине Лоаре. У подручју Соасона и Париза римска власт је постојала све до 486., захваљујући савезништву са Францима.

### Меровинзи
Име им је од Меровеха који је владао Салијским Францима од 447. до 457. године. Династију Меровинга је утемељио Хлодовех (од 481. до 511. године) који је ујединио Франке а потом остварио значајне победе над Визиготима, Саксонцима и Алеманима. Хлодовех је 511. године пре смрти објавио Салијски закон. Владали су свим Францима од 481. до 751. године. Последњи меровиншки краљ је Хилдерих III. Звали су их и дугокоси краљеви јер су носили дуге косе због веровања наслеђеног из Хлодовеховог времена о дужини косе као знаку нарочите милости хришћанског Бога. Када би владар био свргнут обично би га на силу шишали.

### Каролинзи
Каролиншко краљевство почиње новембра 751. када је Пипин Мали збацио последњег меровиншког краља Хилдерика III. Пипин Мали је био мајордом и син славног мајордома Карла Мартела, који је спасио Европу од исламске инвазије и који је поново ујединио Франачку. Пипин Мали је постао изабрани краљ Франачке уз папин благослов и подршку водећих људи Франачке. По германским законима краљ је зависио од подршке водећих људи. Ако краљ није задовољавао водећи клан, бирао би се нови краљ. Иако су касније краљеви постали наследни, ипак су чак све до 1806. постојали избори за владара у Светом римском царству.
Пипин Мали улази 754. у савез са папом Стефаном II. Папа тада на великој церемонији проглашава Пипина Малог и његову породицу „заштитницима Рима“. Као противуслугу Пипин Мали преотима 755. Равенски егзархат, који су претходно освојили Лангобарди. Није вратио Равенски егзархат Византији којој је припадао пре освајања Лангобарда, него га предаје папи као противуслугу. Пипин Мали предаје папи све преотете области око Рима и тиме омогућује формирање папске државе

### Карло Велики
После смрти Пипина Малог 768. два његова сина Карло и Карломан су поделили Франачку. Међу њима је било неслагања, али Карломан је умро 771., тако да цело краљевство остаје у рукама Карла Великог. Карло Велики успоставља баланс власти између папа и царева.
Од 772. па надаље Карло Велики је освајао Саксонију, која постаје део Франачке. Од средине 8. века бројни франачки мисионари су покрштавали по Саксонији долазећи у сукоб са Саксонцима.
У Саксонији је Карло Велики изводио војне операције и кад би Саксонци тражили преговоре од њих је захтевано да се покрсте, тј. да приме хришћанство. Саксонски вођа побуне Видукинд прихвата 785. да се покрсти. Још је било вођа које су наставиле и након тога да се боре. После Карлове победе над Саксонцима 787. хиљаде Саксонских пагана је побијено. После још неколико побуна Саксонци су коначно поражени 804. Тако се Франачка раширила до реке Лабе. Да би лакше покрштавао Саксонце Карло Велики оснива неколико бискупија: Бремен, Минстер, Падерборн и Оснабрик.
У исто време Карло Велики је поразио Ломбарде и освојио је северну Италију. При томе је поновио да папство има франачку заштиту.
Баварски војвода Тасило се 788. побунио против Карла Великог. После разбијања побуне Баварска постаје део Франачке. До 796. Карло је раширио своје краљевство до Аустрије и делова данашње Хрватске. У Шпанији Франачка се простирала до реке Ебро.
На Божић 25. децембра 800. папа је крунисао Карла Великог као цара Светог римског царства. Та церемонија је Карлу Великом формално признала наследство над Западним римским царством. Византија се са тиме није слагала, јер су папе политички ауторитет да то раде заснивале на фалсификованом документу. Карло Велики је ипак себе чешће звао „краљ Франака и Ломбарда“. Византија је тек 812. признала Карла Великог као цара, али је само византијски цар сматран за римског.

## Подела Франачке и Верденски споразум
Карла Великог је заменио 814. његов син Лудвиг Побожни, који даје делове Франачке на управу својим синовима, а најстаријег сина Лотара I проглашава 823. за сувладара. Остала два незадовољна сина започињу братоубилачки рат, који се окончава тек 843. Верденским споразумом.
Верденским споразумом царство се дели на три дела:
1. Карло Ћелави добија земље западно од река Рајни и Роне.
2. Лудвиг I Немачки добија подручје источно од Рајне
3. Лотар I добија север Италије и појас између Роне и Рајне од Северног мора до Средоземља.